# Hippocampus fuscus
Hippocampus fuscus är en fiskart som beskrevs av Eduard Rüppell 1838. Hippocampus fuscus ingår i släktet Hippocampus och familjen kantnålsfiskar. IUCN kategoriserar arten globalt som otillräckligt studerad. Inga underarter finns listade i Catalogue of Life.